# Christoph Metzelder
Tobias Christoph Metzelder (Haltern, 5. studenog 1980.) je bivši njemački nogometaš koji je igrao na poziciji stopera. Njegov mlađi brat Malte je također nogometaš, koji je isto tako igrao za Borussia Dortmund.

## Trofeji
Borussia Dortmund
- Bundesliga: 2001./02.

Real Madrid
- La Liga: 2007./08.
- Španjolski Superkup: 2008.

Schalke 04
- DFB-Pokal: 2010./11.
- DFL-Superkup: 2011.